# Akiko Yajima
Aki Uechi (うえち あき, Uechi Aki) anteriorment coneguda com Akiko Yajima (矢島 晶子, Yajima Akiko, 4 de maig de 1967) és una actriu de veu japonesa de Kashiwazaki, Niigata. És coneguda pel seu paper de Shin-chan a l'anime del mateix nom.

## Papers de veu
- Battle Athletes Victory (Anna Respighi)
- Berserk (Rickert)
- The Big O (R. Dorothy Wayneright)
- Blood+ (Diva i Riku Miyagusuku)
- Blue Drop: Tenshi-tachi no Gikyoku (Mari Wakatake)
- Bonobono (Min Min)
- El Detectiu Conan (Mori Yukiko, ep. 158)
- Ceres, The Celestial Legend (Miori Sahara)
- Clannad (Garbage Doll)
- Shin-chan (Shinnosuke "Shin-chan" Nohara)
- Dennō Coil (Kyoko)
- Ergo Proxy (Pino)
- Eureka Seven (Sakuya)
- Excel Saga (Cosette Sara)
- Figure 17 (Tsubasa Shiina)
- Final Fantasy: Unlimited (Chobi, Earl Tyrant)
- Flame of Recca (Kurenai)
- Fullmetal Alchemist (Clause, ep. 4)
- Futari wa Pretty Cure (Mipple)
- Twin Spica (Asumi Kamogawa)
- Gankutsuou: The Count of Monte Cristo (Haydée)
- Geobreeders (Takami Sakuragi)
- Ghost Hound (Miyako Komagusu)
- Ghost in the Shell: Stand Alone Complex (Miki, ep. 12)
- Glass Mask (Ayami Himekawa)
- Haibane Renmei (Kuu)
- Hana no Mahōtsukai Mary Bell (Vivian)
- Hell Girl (Yuki)(Ep 16)
- Idol Densetsu Eriko (Eriko Tamura)
- Inuyasha (Kohaku)
- Jungle de Ikou (Manami Izumikawa)
- Jeanne, la lladre kamikaze (Access Time)
- Kuroshitsuji (Angela)
- La llei de Ueki (Yun Pao)
- Martian Successor Nadesico (Sayuri)
- Mobile Suit Gundam Wing (Relena Darlian)
- Naruto (Ranmaru)
- Naruto Shippuden (Jove Sasori)
- Omishi Magical Theater: Risky Safety (Yuya Fukami)
- Prétear (Mannen)
- Princess Nine (Koharu Hotta)
- Utena (Mitsuru Tsuwabaki)
- Rune Soldier (Lila)
- Sailor Moon S (Shinnosuke i Tamasaburou) (Ep 104)
- Sayonara Zetsubo Sensei (Rin Itoshiki, Majiru Itoshiki, Chie Arai)
- Seraphim Call (Chinami Ouse)
- Keroro (Alisa Southerncross)
- Tenchi in Tokyo (Yugi)
- Tenchi Universe (Ken-Ohki)
- xxxHolic (Ame - Warashi)

## OVA
- Battle Athletes (Anna Respighi)
- Blue Submarine No.6 (Daughter of the Beast)
- Fushigi Yūgi Eikoden (Boshin/Reizeitei)
- Gundam Wing: Endless Waltz (Relena Peacecraft)
- Gundam Wing: Operation Meteor (Relena Peacecraft)

## Films
- Ah! My Goddess: The Movie (Ex (Ekusu))
- Brave Story (Suaty)
- One Piece: Nejimaki Shima no Bouken (Akisu)
- Gundam Wing: Endless Waltz -Special Edition- (Relena Peacecraft)
- Inuyasha: El castell més enllà del mirall (Kohaku)
- Konjiki no Gash Bell!! Movie 1: Unlisted Demon 101 (Kotoha)

## Videojocs
- Evil Zone (aka Eretzvaju) (Alty Al Lazel)
- .hack//G.U. Series (Gaspard)
- Persona 2 (Maya Amano)
- Silhouette Mirage (Shyna Nera Shyna)
- Spyro the Dragon (Spyro the Dragon)
- Tales of Rebirth (Annie Barrs)
- Valkyrie Profile 2: Silmeria (Alicia)

## Papers de doblatge
- Star Wars Episode I: The Phantom Menace (Jove Anakin Skywalker, Jake Lloyd)
- Peanuts (Veu oficial japonesa de Charlie Brown)
- Growing Pains (Ben Seaver [jove])
- Full House (Teddy)
- My Dog Skip (Rivers)